# Quốc lập Vườn quốc gia Kitakyushu
Quốc lập Vườn quốc gia Kitakyushu (北九州国定公園 Kitakyūshū Kokutei Kōen) là một Khu bảo tồn được coi như Vườn quốc gia nằm ở tỉnh Fukuoka, Nhật Bản. Nó được thành lập vào ngày 16 tháng 10 năm 1972 và có diện tích 82,49 km2 (31,85 dặm vuông Anh).